# George Nicholas Hatsopoulos
George Nicholas Hatsopoulos (Atenas, 7 de janeiro de 1927 — 20 de setembro de 2018) foi um engenheiro mecânico greco-americano. Ficou conhecido por seu trabalho sobre termodinâmica.
Morreu em 20 de setembro de 2018 aos 91 anos de idade.